# Dominique (film 1966)
Dominique (The Singing Nun) è un film musicale statunitense del 1966 diretto da Henry Koster e interpretato da Debbie Reynolds. Si tratta di un film semi-biografico sulla vita di Sœur Sourire, la suora belga divenuta celebre grazie alla canzone Dominique.

## Colonna sonora
Randy Sparks scrisse gli adattamenti in inglese delle canzoni di Sœur Sourire e ne compose un paio di nuove appositamente per il film.

## Premi e riconoscimenti
Harry Sukman ricevette la nomination all'Oscar per la migliore colonna sonora.